# Klimaændring
Klimaændringer er variationer af Jordens globale eller regionale klima over en tidsperiode. En klimaændring indebærer at "gennemsnitsvejret" over tid ændrer karakter, f.eks. mere eller mindre nedbør, lavere eller højere temperaturer, mere eller mindre vind eller lignende. Sådanne forandringer kan have eksterne årsager som f.eks. ændringer i Jordens bane omkring Solen, meteornedslag, eller ændret solaktivitet. De kan også forårsages af interne processer på Jorden som f.eks. store vulkanudbrud. Det menes at menneskelig aktivitet i det senere årtier har forårsaget en global opvarmning. I de senere år, særligt i forbindelse med miljøpolitik, er begrebet "klimaændring" derfor ofte blevet brugt om netop disse moderne temperaturstigninger.
Jordens klima er ikke en statisk størrelse, klimaændringer har derfor fundet sted adskillige gange i planetens historie. I flere hundrede millioner år har klimaet fx været meget varmere end det er i vor tid, blandt andet har polerne i 90% af tiden været isfri. For omkring 50 millioner år siden begyndte klimaet at blive koldere; isen blev permanent ved sydpolen på Antarktis for 30 millioner år siden, og for 5 millioner år siden også i Arktis. De seneste 2,5 millioner år har været domineret af stadige istider.
Variationer i vejret er ikke nødvendigvis udtryk for klimaændringer. Vejret er atmosfærens status dag-til-dag og er et kaotisk ikke-lineært dynamisk system. Klimaet er på den anden side den gennemsnitlige status for vejret set over en længere periode, og det er relativt stabilt og forudsigeligt; klimaet omfatter fx den gennemsnitlige temperatur, nedbørsmængde, antal soldage og andre variable der kan måles på en given lokalitet. Det er derfor forandringerne over lange perioder indenfor disse gennemsnitstal, der indikerer en klimaændring, og ikke temperaturvariationer på kort sigt, fx forskelle på temperaturer fra år til år.
Klimatologer benytter "Indicator time series" der repræsenterer forskellige aspekter af klima og økosystemer, de fungerer som kontekst i de enkelte studier. Klimaets øjeblikkelige status kan fx overvåges på grundlag af historiske index.
For at kunne måle fortidens klima er der desuden blevet udviklet forskellige metoder; forekomsten af blomsterstøv (pollen) er en god klimaindikator for den nære fortid, da forekomsten af plantearter med særlige krav til nedbør og temperaturer kan fortælle om områdets klima. Desuden bruges studier af isotoper; specielt forholdet mellem 16O og 18O i iskerneboringer fra Antarktis og Grønland. Analyser af sedimentkerner er mindre nøjagtige, men de giver data længere tilbage i den geologiske historie.

## Faktorer
Klimaændringer kan enten være en afspejling af interne faktorer, fx forandringer i Jordens atmosfære, processer i lokale områder (fx i oceanerne eller iskapperne ved polerne) eller menneskelig aktivitet såsom afskovning. Eller et resultat af eksterne faktorer som fx variationer i solens stråling eller Jordens kredsløb om Solen og forøgelse af koncentrationen af drivhusgasser i atmosfæren.

### Klimatiske faktorer
En væsentlig faktor for klimaet er havstrømme, og interaktionen mellem atmosfæren og oceanerne kan set over årtier medføre forskellige forandringer af klimaet. Et berømt eksempel er El Niño i Stillehavet, mens Golfstrømmen i Nordatlanten har stor betydning for det europæiske klima. Effekten af disse havstrømme ligger i deres evne til fx at gemme på varme og flytte fra varmere egne til reservoirer i kolde egne. Set over længere tidsskalaer spiller varmecirkulationen i oceanerne en nøglerolle i fordelingen af varme over hele Jorden, og har derfor afgørende betydning for klimaet.
Generelt kan de klimavariationer der skyldes interne faktorer også beskrives som en form for hysterese, i den betydning af klimaet nuværende status ikke kun er en afspejling af input, som fx ændringer af havstrømme, men også af den udvikling der blev gennemgået; fx kan tørre forhold medføre en udtørring af søer og sletter og spredning af ørkener, dette kan igen medvirke til mindre nedbør de følgende år. Klimaændringer kan derfor være selvforstærkende, da forskellige aspekter af et økosystem kan reagere forskelligt på de igangsættende faktorer.[kilde mangler]

#### Istider
Den mest signifikante klimatiske proces de seneste millioner år er cyklussen mellem istider og mellemistider. De seneste 2,5 millioner år har stadige istider vekslet med varmere mellemistider. I første omgang havde de en varighed på ca. 40 000 år, men for 900.000 år siden gik istiderne over til at vare ca. 100.000 år. Mellem istiderne har der været varmere perioder (mellemistider) normalt med en varighed på 5.000 – 25.000 år. Den sidste istid sluttede for ca. 11.500 år siden.
Selvom den væsentligste faktor har været variationer i jordens bane omkring solen, har de interne klimatiske faktorer som udbredelse af store kontinentale iskapper og ændringer i vandstanden i havene på op til 130 meter spillet en stor rolle for regionale ændringer. Andre forandringer, herunder Heinrich-begivenheder, Dansgaard–Oeschger-begivenheder og Yngre Dryas, viser at variationer af ismassen potentielt har stor betydning for udviklingen af klimaet selv uden kredsløbs variationer.
Også uden for perioder med istid anerkendes gletsjere som meget sensitive indikatorer for klimaændringer, da de vokser signifikant under køligere perioder, som fx Den lille istid og trækker sig tilbage under varmere perioder. Gletsjeres vækst og kollaps forstærker dog også effekten af de øvrige faktorer. I de senere år er mange gletsjere verden over svundet ind, da de ikke har været i stand til at regenerere sommerafsmeltningen i løbet af vinteren.

### Ikke-klimatiske faktorer

#### Drivhusgasser
Nylige klimastudier har vist at koncentrationen af drivhusgasser i atmosfæren har en væsentlig betydning for den globale gennemsnitstemperatur, da de modvirker udstrålingen af varme fra Jorden til rummet. Forekomsten af drivhusgasser er derfor også vigtige for forståelsen af Jordens fortidige klima. Den største og vigtigste, men varierende, bestanddel af drivhusgasser er vanddamp. En anden vigtig gasart i denne sammenhæng er CO2.
Over de seneste 600 millioner år har CO2-koncentrationen i atmosfæren varieret stærkt, fra omtrent >5000 ppm i nogle perioder til mindre end 200 ppm i andre, disse variationer har hovedsageligt været et resultat af geologiske og biologiske processer. Nylige studier af korrelationen mellem CO2-mængden i atmosfæren og klimaet de seneste 420 millioner år har vist at hurtige skift i koncentrationen af drivhusgasser i atmosfæren korresponderer med drastiske klimaændringer; herunder det termiske maksimum på paleocæn-eocæn-grænsen, den masseuddøen der fandt sted på Perm-Trias-grænsen og afslutningen på den Kryogene periode.
Den forøgelse af CO2-koncentrationen i atmosfæren der er blevet målt i moderne tid, anses som en væsentlig faktor bag den globale opvarmning der er konstateret siden 1950. Ifølge den Internationale klimapanel (IPCC) var mængden forøget til 379 ppm³ i 2005 i forhold til 280 ppm³ i den førindustrielle æra.

#### Pladetektonik
Set over en lang tidskala, vil kontinenternes position på Jorden blive forandret, oceanernes udformning og størrelse vil forandres, bjerge vil blive skabt og nedbrudt, som alt sammen har betydning for de dynamikker der skaber de klimatiske betingelser. Det er fx blevet foreslået at de seneste istider intensitet delvist skyldes dannelsen af Panamatangen mellem Nord og Sydamerika for 3 millioner år siden, der lukkede af for den direkte forbindelse mellem Stillehavet og Atlanterhavet.

#### Solaktivitet
Solen er den ultimative kilde til al energi og dermed varme i Jordens klimatiske system, den energi der tilføres fra solen er derfor en helt essentiel faktor for klimaet. Siden sin dannelse er Solen langsomt blevet klarere og den energi den har udsendt blevet forøget, og denne sekvensielle evolution har haft afgørende indflydelse på Jordens atmosfære. Det menes fx derfor at solenergien tidligt i Jordens historie var for svag til at vand kunne optræde i flydende form, at det alligevel har været tilfældet kaldes den svage sols paradoks.
I moderne tid er der også målt mindre variationer i solaktiviteten, herunder Solcyklussen på 11 år og længerevarende bevægelser, hvilket kan være en væsentlig faktor bag den nuværende globale opvarmning. Der er dog ikke konstateret noget mønster i det meteorologiske data der korresponderer med den 11-årige solplet-cyklus, mens Solens intensitet derimod sandsynligvis har været udløsende for den lille istid og flere varmeperiode observeret mellem 1900 og 1950. Solens cykliske tendenser mht. til energiudstråling er dog endnu ikke forklaret fuldt ud, fx hvordan den adskiller sig fra Solens generelle evolution; solaktiviteten er fx kun blevet studeret vha. pålidelige metoder de sidste 30 år.
Studiet af sammenhængen mellem Solen og klimaet på Jorden er først for nylig atter blevet en integreret del af klimatologien, det skyldes flere fejlslutninger i begyndelsen af 20. århundrede. I begyndelsen af dette århundrede var studiet af solplet-cyklusser et populært emne, og samtidig var regeringer verden over begyndt at indsamle systematiske meteorologiske data. Forskere fandt derfor uafvendeligt sammenhænge mellem solpletsaktiviteten og vejrmønstre, om ikke andet så et eller andet sted i verden. Både amatører og etablerede forskere mente derfor at de havde mønstre der med stor nøjagtighed kunne bruges til at forudsige vejret. Efterhånden viste det sig at alle disse forudsigelser var fejlagtige; fx skulle Afrika opleve en tørkeperiode i 1930’erne i følge en særligt pålidelig forudsigelse, da perioden i stedet blev meget våd, faldt solpletsteorien i stærk miskredit. I årtier herefter blev forskere der studerede sammenhængen mellem Solen og vejret betragtet med skepsis.
Den formodede sammenhæng mellem solaktivitet og klimaændringer er også i dag genstand for udbredt skepsis, da den delvis bruges som argument mod, at den moderne globale opvarmning skyldes menneskelig aktivitet.

#### Kredsløbsvariationer
Variationer i Jordens kredsløb om Solen har i nogen grad samme virkning på Jordens klima som variationer i solaktiviteten, da små udsving i Jordens bane medfører forandringer i den mængde energi planeten modtager fra Solen; jo længere væk den befinder sig jo mindre energi når overfladen. Disse svingninger kendes som Milankovitch-cyklusser og er en forudsigelig effekt af basale fysiske love og er et resultat af interaktionen mellem Jorden, månen, Solen og de øvrige planeter. Denne type variationer anses som en drivende faktor bag vekslen mellem istider og mellemistider i Pleistocæn samt udbredelsen af Sahara. I lighed med teorierne om solaktiviteten er kredsløbsvariationer blevet et vigtigt stridspunkt i den moderne klimadebat.

#### Vulkanisme
Et enkelt vulkanudbrud af den type der forekommer adskillige gange i løbet af et enkelt århundrede kan påvirke klimaet, og skabe en køligere periode på nogle år. Fx påvirkede Mount Pinatubos udbrud i 1991 klimaet betragteligt. Kæmpe udbrud som kaldes large igneous province forekommer kun få gange i løbet 100 millioner år, men de kan skabe klimaændringer der varer millioner år og som kan medføre en masseudryddelse.
Vulkaner er også et led i Jordens totale kuldioxidkredsløb, idet de udløser CO2 lagret i planetens indre, og derved modvirker optaget fra atmosfæren i sedimentafleringer. Dette udslip er dog insignifankt i forhold det menneskelige udslip af fossile brændstoffer; ifølge skøn fra US Geological Survey udleder mennesket 130 gange så meget CO2 som samtlige af verdens vulkaner.

## Menneskeskabt klimaændring
Menneskabte faktorer omfatter de forskellige former for menneskelige aktiviter der påvirker klimaet. I mange tusind år har mennesket påvirket mikroklimaet flere steder fx ved at forvandle skov- eller moseområder til landbrugsarealer, hvilket har vidtrækkende konsekvenser, da de forskellige landskabstyper påvirker klimaet på forskellig vis. I nogle tilfælde er årsagskæden direkte og entydig, fx effekten af kunstvanding på luftens fugtighed, mens andre er mindre klare; derfor er mange hypoteser om menneskeskabte klimaændringer blevet diskuteret. I en kontroversiel hypotese af William Ruddiman (Tidlig anthropocæn)  foreslås det, at fremvæksten af landbruget i Yngre stenalder medførte en udsættelse af en ny istid, da skovfældning førte til en øget udledning af N2O (lattergas), CO2 og metan, og derved modvirkede en nedkøling.
Siden begyndelsen af den industrielle revolution er der meget som tyder på at mennesket også har begyndt at påvirke det globale klima gennem afbrænding af fossile brændstoffer med udslip af drivhusgasser. I disse år forskes der meget i denne problemstilling og det har affødt mange diskussioner internationalt, men foreløbig er der ikke opstået konsensus hverken om omfanget eller konsekvenserne af den globale opvarmning. Blandt toneangivende klimaforskere er der dog fuld enighed om at koncentrationen af drivhusgasser i atmosfæren er øget, og at denne forøgelse er helt eller delvis menneskeskabt primært gennem forbrænding af fossile brændstoffer som kul, olie og gas. Det er også stor enighed om at gennemsnitstemperaturne globalt set er stigende, og at den har været det i flere tiår. Men det er ikke fuld enighed blandt klimaforskerne om hvor stor betydning den menneskeskabte udledning af drivhusgassene har på temperaturstigningen. Og det er heller ikke med sikkerhed blevet påvist at den globale opvarmning på sigt vil føre til en klimaændring. Men hvis den gør det vil den være mere dramatisk end størsteparten af tidligere klimaændringer, fordi hastigheden er højere, og at plante- og dyrelivet derfor vil få kortere tid til at tilpasse sig de ændrede betingelser.
Den faktor der i øjeblikket vækker størst bekymring er forøgelsen af kuldioxyd, CO2-niveauet i atmosfæren med drivhuseffekt som følge. På langt sigt efterfulgt af partikelforurening med aerosoller der kunne føre til nedkøling. Andre faktorer med betydning for klimaet er nedbrydning af ozonlaget, dyreproduktion i landbruget og skovfældning.

## Samspil mellem faktorer
Effekten af de faktorer der kan påvirke klimaet er på ingen måde entydig; én klimapåvirkende faktor kan udløse andre mekanismer der virker enten reducerende eller forstærkende på de enkelte faktorer. Disse mekanismer kaldes henholdsvis negativ og positiv feedback. Foreløbige studier viser en tendens til at klimasystemet er relativt stabilt pga. dets indbyggede feedback-mekanismer; en del af forklaringen kan ligge i den stærke regulerende mekanisme der ligger i at den samlede udstråling forøges med fire i forhold til temperaturstigningen.[kilde mangler]
Andre positive feedback-mekanismer kan dog forstærke processerne, et eksempel er veksel virkningen mellem istider og mellemistider i Pleistocæn, hvor variationer i Jordens kredsløb er den udløsende faktor, mens væksten af iskapperne betyder at mere solenergi reflekteres tilbage ud i rummet pga. isens høje albedo, og at temperaturen derved sænkes yderligere. Faldende vandstand i havene pga. voksende iskapper stimulerer også plantevæksten, hvorved CO2-niveauet falder og mindre varme holdes tilbage i atmosfæren. Omvendt vil en begyndende afsmeltning af iskapperne formindske udstrålingen af varme fra Jorden, hvilket igen forstærker opvarmningen og dermed afsmeltningen når den mørkere undergrund med lavere albedo afdækkes under isen.
Mere komplekse feedback-mekanismer opfatter muligheden for ændringer af fx havstrømmenes mønstre i oceanerne; fx kan afsmeltningen af Grønlands indlandsis påvirke saltbalancen i Nordatlanten gennem tilførslen af ferskvand, hvilket måske kan afbryde Golfstrømmen og dermed tilstrømningen af varmere vand til Europa og det østlige USA. Andre potentielle feedback er ikke forstået fuldt ud, og de kan enten virkende hindrende eller fremmende for klimaforandringer; fx er det i dag uklart om stigende tempersturer stimulerer eller hæmmer plantevæksten, eller om den vil medfører flere eller færre skyer.

## Påvisning af klimaændringer
Fortidens klimaændringer kan spores ud fra mange forskellige kilder, hvoraf de størsteparten dog er indirekte, dvs. tegn på klimaændringer kan udledes af ændringer af en række indikatorer der reflekterer klimaet, det kan være sammensætningen af vegetationen, dendrokronologi, iskerner, ændringer i vandstandene i havet, gletscherbevægelser osv.

## Klimaændringer og biodiversitet
Mange planter og dys livscykler er nært knyttet til klimatiske forhold, fx årstidernes skiften i tempererede regioner; klimaændringer kan derfor fx føre til at symbiotiske arter mister deres synkronisering, fx hvis den ene arts cyklus er afstemt efter længden på dagene, mens den anden er afstemt efter temperaturen. Dette kan potentielt føre til udryddelse eller store ændringer i arters udbredelse og antal, jf. den sjette store massedød.
Et andet fænomen er migrationen af arter nordpå i Europa. Et nyligt studie foretaget af det britiske Butterfly Conservation har vist at flere sommerfuglearter, der hidtil kun har været udbredt i de sydligste egne, er blevet mere almindelige længere mod nord, mens nordlige arter er blevet sjældnere mod syd. Samme tendens kan genfindes hos flere andre arter af hvirveløse dyr.
Tørrere somre og flere tørkeperioder kan være en anden effekt af et varmere klima, hvilket potentielt kan påvirke mange dyre og plantearter; fx blev det konstateret i 2006 da bl.a. Storbritannien oplevedede en usædvanligt tøt sommer at et meget størt antal træer gik ud, hvis de voksede i sandet jord, mens et stort antal flyvende ræve i 1990’erne døde i Australien som følge af ekstrem varme. Mildere og vådere vintre kan også føre til at pattedyr, som normalt gåt i vinterhi forbliver aktive i de perioder, hvor føden ellers er knap. En anden potentiel ændring er at mere opportunistiske arter får et overtag i forhold til meget specialiserede arter som stiller særlige krav til økosystem.
De mulige konsekvenser for biodiversiteten har fået flere organisationer til at begynde på at overvåge bestandene i forskellige egne for at danne sig et overblik over de direkte konsekvenser af klimaændringerne for de enkelte arter, men også konsekvenserne for hele plantesamfund ser ud til at kunne blive drastiske og meget hastige.

## Eksempler på klimaændringer
Klimatiske forandringer har fundet sted flere gange i løbet af Jordens historie, studiet af fortidens klima (palæoklimatologi). Følgende er eksempler på klimatiske begivenheder der har fundet sted i tidligere perioder:
| Navn                                      | Alder                               | Klimatiske begivenheder |
| ----------------------------------------- | ----------------------------------- | --- |
| Begivenheder i Prækambrium:               | 4,6 mia. til 542 mio. år siden      | |
| Faint young sun paradox                   | ca. 4 mia. år siden                 | Beskriver den tilsyneladende modsætning mellem forekomsten af flydende vand på et tidligt tidspunkt i Jordens historie, hvor mængden af solenergi ellers ville være for lavt til at det kunne lade sig gøre.                                            |
| Iltkatastrofen                            | ca. 2,4 mia. år siden               | En massiv miljøændring for omkring 2,4 Ga, hvor oxygenkoncentrationen i atmosfæren blev drastisk forøget, hvilket medførte at størsteparten af Jordens daværende livsformer uddøde.                                                                     |
| Snowball Earth                            | 850 til 630 mio. år siden           | En hypotese om at Jorden i den Kryogene periode var fuldkommen dækket af is. |
| Begivenheder i Palæozoikum og Mesozoikum: |                                     | |
| Perm-Karbongrænsen                        | ca. 300 mio. år siden               | Dannelsen af superkontinentet Pangæa førte til en global temperatursænkning og udbredt isdække. |
| Istider                                   | Flere gange i Jordens historie      | Perioder med langvarige temperaturreduktioner, hvilket resulterer i dannelsen af store iskapper nær polerne. Forekomsten af indlandsis på Grønland og Antarktis betyder i følge denne definition at Jorden i øjeblikket stadig befinder sig i en istid. |
| Begivenheder i Kænozoikum:                | 65.5 mio. til 11.550 år siden       | |
| Paleocæn-Eocængrænsen                     | 55,5 til 54,8 mio. år siden         | Overgangen mellem disse perioder er præget af en massiv global temperaturstigning, der medførte en masseuddøen af bl.a. foramfiforer og etableringen af flere af de moderne pattedyrsslægter.                                                           |
| Pleistocæn                                | 1.808.000 til 11.550 år siden       | Geologísk epoke der er kendetegnet af gentagne istider. |
| Dansgaard-Oeschger begivenheder           | 110.000 til 23.000 år siden         | Dansgaard-Oeschger begivenheder er pludselige klimaudsving under den seneste istid. Mellem 111.000 og 23.000 f.v.t. er der blevet observeret 23 af denne type begivenheder.                                                                             |
| Yngre Dryas                               | ca. 12.700 til 11.500 år siden      | Opkaldt efter blomsten Dryas octopetala var en kort periode på 1300 ± 70 år med køligere klima som efterfulgte Bölling og Allerødtiden. |
| Weichsel-istiden                          | 110.000 til ca. 10.000 år siden     | Den seneste istidsperiode, hvor iskapper bl.a. dækkede hele det nordlige Europa og regionerne omkring de Sydeuropæiske bjergkæder. |
| Begivenheder i Holocæn:                   | 11.550 år siden til i dag           | |
| Holocæne Klimatiske Optimum               | 9.000 til 5.000 år siden            | En varmeoptimum der blev efterfulgt af en temperatussænkning de følgende 2000 år. |
| Middelalderlige varmeperiode              | ca. 800 til 1300 e.v.t.             | En periode med varmere klima i forhold til den forgående og efterfølgende periode omkring det nordatlantiske område. |
| Den lille istid                           | estimeret 1300/1650 til 1850 e.v.t. | En periode med køligere klima der efterfulgte den Middelalderlige varmeperiode. Der hersker en vis uenighed periodens afgrænsning. |
| Året uden sommer                          | 1815-1816                           | En vulkanudbrud i Tambora i Sydøstasien medførte en global temperatursænkning det følgende år med en ødelagt høst i Nordamerika og Europa tilfølge. |
| Globale opvarmning                        | Vor tid                             | Den forøgelse af middeltemperaturerne globalt der er blevet observeret i de seneste årtier. |